# Ylimmäinen Hangasjärvi
Ylimmäinen Hangasjärvi och Alimmainen Hangasjärvi, eller Hangasjärvet är en sjö i Finland. Den ligger i kommunen Posio i landskapet Lappland, i den norra delen av landet, 700 km norr om huvudstaden Helsingfors. Hangasjärvet ligger 242,5 meter över havet. Den är 11 meter djup. Arean är 36,3 hektar och strandlinjen är 4,31 kilometer lång. Sjön  ingår i Ijo älvs huvudavrinningsområde.   Den ligger vid sjön Kaukuanjärvi.